# Lazare Saminsky
Lazare Saminsky, ros. Лазарь Семёнович Саминский Łazar Siemionowicz Saminski (ur. 27 października?/8 listopada 1882 w Walegocułowie, zm. 30 czerwca 1959 w Port Chester w stanie Nowy Jork) – amerykański kompozytor i dyrygent pochodzenia rosyjskiego.

## Życiorys
Ukończył studia matematyczne i filozoficzne na Uniwersytecie w Petersburgu. Jednocześnie w latach 1906–1910 uczył się w Konserwatorium Petersburskim u Anatolija Ladowa i Nikołaja Rimskiego-Korsakowa (kompozycja) oraz Nikołaja Czeriepnina (dyrygentura). W 1913 roku uczestniczył w wyprawie etnograficznej na Kaukaz, dokumentując tradycyjne śpiewy tamtejszych Żydów. Od 1917 do 1918 roku był dyrektorem konserwatorium w Tbilisi. W latach 1918–1920 działał jako dyrygent w Paryżu i Londynie. W 1920 roku wyemigrował do Stanów Zjednoczonych, w 1926 roku przyznano mu amerykańskie obywatelstwo. Współzałożyciel League of Composers (1923). W latach 1924–1956 był dyrektorem muzycznym synagogi Emanu-El w Nowym Jorku. W swojej twórczości wykorzystywał elementy muzyki żydowskiej.
Był żonaty z amerykańską pisarką Lillian Morgan Buck, po jej śmierci ożenił się w 1948 roku powtórnie z pianistką Jennifer Gandar. Był autorem prac Music of Our Day (1932), Music of the Ghetto and the Bible (1934), Living Music of the Americas (1949), Physics and Metaphysics of Music and Essays on the Philosophy of Mathematics (1957), Essentials of Conducting (1958). Opublikował swoją autobiografię pt. Third Leonardo (1959).

## Wybrane kompozycje
(na podstawie materiałów źródłowych)

### Utwory orkiestrowe
- 5 symfonii (I 1914, II 1918, III 1924, IV 1926, V 1932)
- Venice na orkiestrę kameralną (1928)
- suita Ausonia (1930)
- To a New World (1932)
- 3 Shadows (1935)
- Stilled Pageant (1937)
- Pueblo, a Monn Epic (1938)
- suita East and West na skrzypce i orkiestrę (1943)

### Utwory fortepianowe
- 10 Hebrew Folk Songs and Folk Dances (1922)
- From Cynthia’s Playnook (1936)

### Pieśni solowe
- The Songs of Three Queens na sopran i fortepian lub orkiestrę kameralną (1924)
- 6 Songs of the Russian Orient na głos i fortepian lub orkiestrę kameralną (1926)
- A Song Treasury of Old Israel na głos i fortepian (1951)

### Utwory chóralne
- By the Rivers of Babylon na sopran, baryton, chór i 4 instrumenty (1926)
- Out of the Deep na tenora, chór i organy ad libitum (1937)
- Requiem na głos, chór i orkiestrę (1946)
- To Zion (1948)

### Utwory sceniczne
- balet Lament of Rachel (1920)
- opera-balet The Gagliarda of a Merry Plague (1924)
- opera-balet The Daughter of Jephta (1928)
- opera Julian, the Apostate Caesar (1928)